# Noël Audet
Pour les articles homonymes, voir Audet.
 (mai 2017).
Noël Audet (23 décembre 1938 - 29 décembre 2005) est un poète et un romancier québécois. Originaire de Gaspésie, il fait des études au collège Rigaud, à l'Université Laval, puis à la Sorbonne, où il obtient un doctorat en lettres, avant de devenir professeur de littérature à l'Université du Québec à Montréal.

## Biographie
Noël Audet est né le 23 décembre 1938 à Maria, en Gaspésie, et mort le 29 décembre 2005 à Boucherville, en Montérégie. Il venait d’avoir 67 ans et luttait depuis cinq ans contre un cancer qui avait commencé par l’estomac et s’était étendu aux poumons. 
Il commence sa carrière littéraire comme conteur et poète dès l’adolescence par une publication dans la petite revue du Collège Bourget de Rigaud : L’Eau de Pâques. Puis Gilles Vigneault publie de lui deux recueils de poèmes, Figures parallèles (1963) et La Tête barbare (1968).
Après Rigaud, il fait une licence en lettres à l’Université Laval où il côtoie l’écrivaine Marie-Claire Blais. Il s'inscrit ensuite à un doctorat à la Sorbonne de Paris, pour revenir à Montréal enseigner la littérature à l’Université Sainte-Marie des Jésuites, devenue rapidement l’Université du Québec à Montréal. Il y fait toute sa carrière de professeur de littérature. Au cours de sa carrière, il enseigne souvent dans des universités étrangères à titre de professeur invité et participe à plusieurs revues littéraires. Il est aussi directeur de collection aux éditions Québec/A.
C’est en 1980 que démarre vraiment sa carrière d’écrivain à succès avec deux romans portant sur la famille et la Gaspésie : Quand la voile faseille (1980) et Ah ! l’amour, l’amour (1981). Bien que professeur de littérature à l’UQAM, il désire appliquer concrètement ce qu’il enseigne, car, pour lui, un écrivain ne peut être universel s’il ne commence pas par décrire le milieu qui l’a vu naître.
Il publie en tout 9 romans, des récits, des essais et plusieurs publications dans des revues littéraires. Il reçoit diverses reconnaissances, dont le prix Arthur Buies (1988), le prix Mérite culturel gaspésien (1989), ainsi que le prix Personnalité de l'année du Monde des livres de La Presse (1990). Mais son best-seller demeure sans contredit L’Ombre de l’épervier (1989). Après des tentatives pour décrire des milieux autres que sa Gaspésie natale, notamment avec La Parade (1984), c’est la Gaspésie qui lui permet de donner le meilleur de son écriture.
L’Ombre de l’épervier, ultérieurement adapté dans une série télévisée, est un récit historique qui décrit l’exploitation vécue par les Gaspésiens sous la coupe des Jersiais Robin. La grande place prise par les femmes dans le récit rend davantage compte des aspirations de l’auteur que de la réalité gaspésienne de l'époque.
C’est d’ailleurs un roman tout entier que Noël Audet consacre ensuite aux femmes : Frontières ou Tableaux d’Amérique (1995). Dans une entrevue avec Francine Bordeleau après la parution de ce roman qui « dresse des tableaux variés du mode de vie en Amérique et plus spécifiquement de la gestion du bonheur dans les projets de vie personnels », l'auteur explique que son texte se voulait un témoignage sur l’importance des rôles féminins en Amérique, du nord au sud, de l’est à l’ouest. Il s’agissait d’une série de récits dédiés aux histoires, aux amours et aux rêves américains de sept femmes, qui s’appellent toutes Marie. Le narrateur leur rend visite durant son voyage à travers les différentes régions de l’Amérique du Nord et du Sud. Avec ce roman aux allures féministes, l’auteur désirait approfondir le concept même d’écriture. Il s’y était d’ailleurs déjà employé dans un essai qui se voulait aussi un instrument pédagogique au service des étudiants inscrits en création littéraire : Écrire de la fiction au Québec (1990).  
À propos de l'œuvre de Noël Audet, Jacques Allard écrit dans la revue Lettres québécoises en 2000 : « Outre ce désir de réfléchir sur les questions théoriques et notamment esthétiques, les romans de Noël Audet marquent de l’intérêt pour les questions sociales et esthétiques, ce qui est évident surtout dans La Terre promise (1998), un raccourci de l’histoire québécoise évoquée à travers le périple fantastique du protagoniste Emmanuel Doucet. En fait, toute la production de Noël Audet tend à prendre l’histoire, et la petite histoire, comme un point de départ essentiel puisque, à son avis, « c’est l’élément historique qui permet à la fiction de s’ancrer dans le vraisemblable. (p. 13) »
Dans le même numéro de Lettres québécoises, Noël Audet est appelé à faire son autoportrait. Voici comment il le conclut : « Toutes mes contradictions se réduisent désormais à une seule, qui est au centre de l’écriture. Écrire, c’est dire ce qui tourne mal dans le monde et séduire quand même, dire ce qui nous illumine et nous limite, mais le dire d’une façon telle que le message soit reçu par l’intermédiaire du plaisir. Ainsi fonctionne l’art en général, et l’art romanesque de toute évidence. Le lecteur lit pour le plaisir, mais aussi pour être foudroyé par quelque révélation sur l’existence humaine. C’est pourquoi l’écrivain doit construire ce plaisir et cette révélation, l’une mêlée à l’autre, inextricablement. Les formes, y inclus le style, nous séduisent, tandis que le contenu qu’elles portent nous secoue la conscience. Coup double chaque fois. La littérature est une merveille d’économie. (p.12) »
En Gaspésie, la mémoire de la lignée des Audet, ancêtres de l'auteur, est gardée vivace grâce à la maison ancestrale à Maria, dans la Baie des Chaleurs. Cette maison se dispute le titre de « plus ancienne maison de Maria » avec la toute première maison érigée par les voisins Robertson, maison déménagée depuis à la municipalité pour servir de kiosque d’information touristique. La bibliothèque de Maria a été nommé en l'honneur de Noël Audet et réserve un espace pour son œuvre et à quelques autres livres légués par lui à son décès en décembre 2005.

## Œuvre
- 1963 : Figures parallèles
- 1968 : La Tête barbare
- 1968 : Quand la voile faseille
- 1981 : Ah, l'amour l'amour
- 1984 : Dix nouvelles humoristiques (recueil collectif)
- 1984 : La Parade
- 1987 : Ah, l'amour l'amour
- 1988 : Premier Amour
- 1988 : L'Ombre de l'épervier
- 1989 : Rencontres/encuentros
- 1990 : Écrire de la fiction au Québec
- 1991 : Une douzaine de treize, superstitions gaspésiennes
- 1992 : Nouvelles de Montréal (recueil collectif)
- 1992 : L'Eau blanche
- 1995 : Frontières ou Tableaux d'Amérique
- 1996 : Xylon deux
- 1998 : La Terre promise
- 2000 : Récits de la fête
- 2000 : La Maison du rêve
- 2002 : Les Bonheurs d'un héros incertain
- 2002 : Ce qu'il nous reste de liberté
- 2005 : Le Roi des planeurs
- 2006 : La Boussole et l'Étoile

## Revues et journaux
- Le Devoir
- Lettres québécoises
- Voix et Images

## Adaptation à la télévision
- 1998 : L'Ombre de l'épervier, téléroman québécois inspiré du roman éponyme de Noël Audet, avec Luc Picard et Isabel Richer

## Honneurs
- Prix Arthur-Buies 1988
- Prix Mérite culturel gaspésien 1989
- Personnalité de l'année du Monde des livres de La Presse 1990
- Prix du public du Salon du livre de la Côte-Nord 1998
- Médaille du Jubilé de la Reine 2003